# 冨田義治
冨田 義治（とみた よしはる、1935年12月25日 - 没年不明）は、岐阜県出身の映画監督、助監督、脚本家。
別名は富田 義治。

## 人物
- 1959年、日本大学芸術学部卒業後[1]に東映へ入社[1]し、東映京都撮影所に配属となる[1]。
- 東映不思議コメディーシリーズは第1作『ロボット8ちゃん』から第6作『もりもりぼっくん』まで第2作『バッテンロボ丸』と第4作『どきんちょ!ネムリン』を除いて監督した。
- 日本映画監督協会の公式ホームページにおける会員情報では、物故会員とされている。

## 主な作品

### 映画
- 炎の城（1960年） - 助監督
- 宮本武蔵（1961年） - 助監督
- 真田風雲録（1963年） - 助監督
- FREAKSIII（1982年）
- 超人機メタルダー（1987年）

### テレビ
- キャプテンウルトラ（1967年）
- ジャイアントロボ（1967年）
- キイハンター（1968年）
- 河童の三平 妖怪大作戦（1969年）
- 柔道一直線（1969年）
- 帰ってきたウルトラマン（1971年）
- 刑事くん（1971年 - 1976年）
- プレイガール（1974年）
- 惑星ロボ ダンガードA（1977年、アニメ作品）
- 透明ドリちゃん（1978年）
- SF西遊記スタージンガー（1978年、アニメ作品） - 演出（新田義方と共同）
- コメットさん（大場久美子版）（1978年 - 1979年）
- キャプテン・フューチャー（1979年、アニメ作品） - 絵コンテ
- 花よめは16歳（1979年 - 1980年）
- 生徒諸君!（1980年 - 1981年）
- 仮面ライダースーパー1（1981年）
- 東映不思議コメディーシリーズ
  - ロボット8ちゃん（1982年）
  - ペットントン（1983年 - 1984年）
  - 勝手に!カミタマン（1985年 - 1986年）
  - もりもりぼっくん（1986年）
- ビデオ戦士レザリオン（1984年、アニメ作品） - 脚本
- メタルヒーローシリーズ
  - 時空戦士スピルバン（1987年）
  - 超人機メタルダー（1987年 - 1988年）

## 出演
- ウルトラ情報局（2006年）